# Будівля Держбанку СРСР
Будівля Держбанку СРСР, нині Центрального банку — історична споруда розташована на вулиці Неглинній 12, у Москві. Будинок побудований у 1890-1894 роках за проєктом архітектора Костянтина Биковського для Московського відділу Державного банку Російської імперії. 1908 року архітектурну композицію доповнили двома корпусами за проєктом Іларіона Олександровича Іванова-Шица, а в 1927-1930 роках під керівництвом Івана Жолтовського будинок реконструювали. 
З 1921 року будівля перебувала під відомством Державного банку СРСР, а 1991 року перейшла у власність Центрального банку РРФСР, об'єкт культурної спадщини.

## Історія

### Передісторія
1728 року генерал-майор Артемій Волинський скупив пустопорожні ділянки поруч з Кузнецьким мостом у князів Шаховських і Львових. У 1731 році новий власник почав будівництво садиби за проєктом архітектора Петра Єропкіна. Маєток був оточений річкою Неглинна, яка протікала через парк. Головний корпус будинку розташовувався упродовж червоної лінії на вулиці (рос. Рождественки), Позаду будівлі розміщувався сад зі ставками, альтанками і фонтанами.
1759 року садиба перейшла у власність Івана Воронцова, зятя Волинського. Новий власник розширив територію і облаштував на схилах річки французький парк. 1778 року старий будинок реконструювали під керівництвом архітектора Матвія Казакова. У 1780-х роках міська влада облаштувала набережну річки Неглинної охопивши прибережну територію садиби. Після смерті Івана Воронцова (1786) садибу розділили між спадкоємцями. 1793 року південну частину території садиби на вулиці Кузнецький міст, придбала поміщиця Ірина Іванівна Бекетова. 1809 року північна частина ділянки була викуплена у спадкоємців за рахунок казни і перейшла до відомства Імператорської Медико-хірургічної академії. У колишньому будинку Воронцова розмістились навчальні класи Академії, а французький парк перетворився в аптекарський сад.
З 1844 року на території розміщувались лікарні Московського університету, але вже 1873 року Міська дума запропонувала перенести лікарні на нове місце. Колишню садибу оточили житлові будинки, які перешкоджали будівництву додаткових господарських приміщень лікарень. Крім того, будівлі знаходилися далеко від володінь медичного факультету. 1880 року Варвара Морозова пожертвувала Університету територію недалеко від Великої Пирогівської вулиці, що сприяло створенню єдиної клінічної бази університету.

### Будівництво банку

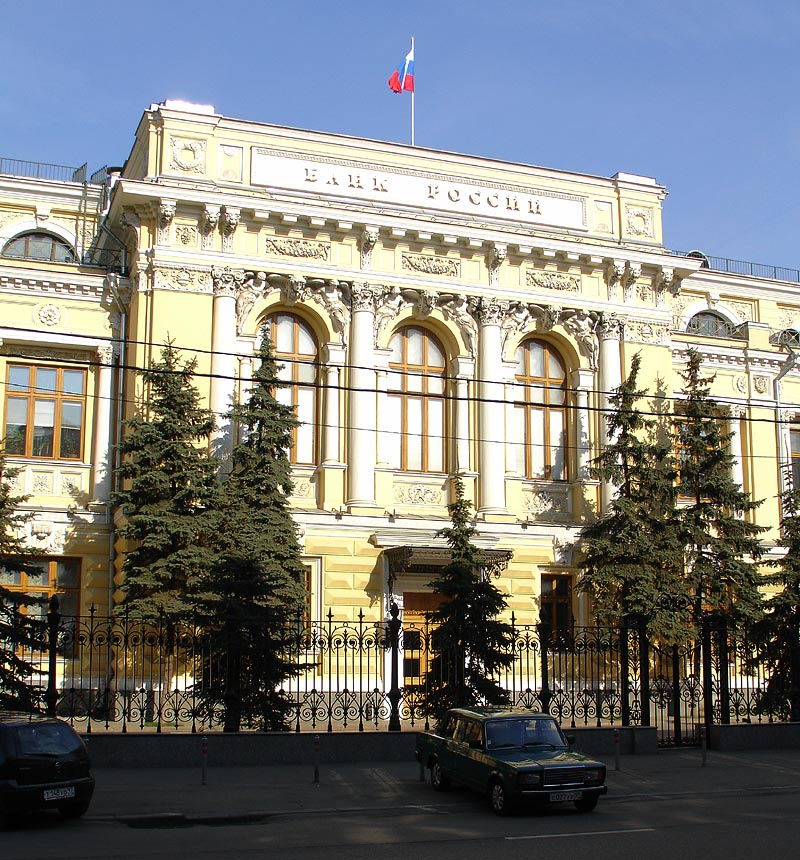
Центральний ризаліт з вікнами зали засідання правління установи, 2007 р.

1888 року частина колишньої садиби Воронцова перейшла у власність Московської контори Державного банку Російської імперії. Через два роки урочисто було закладено Головний адміністративний корпус. Будівництво здійснювалося за проєктом Костянтина Биковського, керували - банкіри Олексій Цимсен і Юлій Жуковський. Була створена особлива комісія з контролю будівництва, яку представляв керівник філії Державного банку І. І. Білибін. Новий будинок мав два поверхи і розміщувався подалі від червоної лінії, що забезпечувало міцне укріплення підземних приміщень банку незважаючи на глинясті ґрунти. Для зміцнення фундаменту в ґрунт забили 4675 паль, довжина яких, досягала 8,5 метрів.
План будинку нагадував хрест, де менша перекладина виділялась з боку вулиці підвищеним ризалітом. У цій частині будівлі розміщувались зала й парадні сходи, з боків — приміщення для банківських службовців і відвідувачів. Кімната над вестибюлем, з якої вікна виходили на вулицю Неглинну, призначалась для засідань правління контори. Одна зі стін була прикрашена альковом з портретом чинного імператора, а з протилежного боку був облаштований прохід до кабінету керівника. У середині бічних крил будинку розміщувалися просторі зали, які через масивні арки з'єднувалися з конторами банківських службовців, зверненими на вулицю і у двір. Центральна нава, увінчана хрестоподібним склепінням, була вищою за бокові будови. Архітектор Іван Машков помітив у такому сполученні подібність до середньовічньої Базиліки.
У квітні 1894 року будинок відкрили для відвідувачів, а у травні того ж року відбулося урочисте освячення, на якому були присутні великий князь Сергій Олександрович з дружиною Єлизаветою Федорівною. Відомо, що саме завдяки цьому проєкту Биковський отримав звання професора архітектури. Його творіння було першим у Москві спеціально побудованим для відділення банку, а також одним з небагатьох, перед яким були заасфальтовані під'їзди. 
У головному будинку розташовувалися: каси поточних рахунків і переказів, позичкові, фондові та облікові відділення, вексельна, ощадна, розмінна і прибуткова каси, а також відділи бухгалтерії. У стінах будинку обладнали два основних грошових сховища. Комора розмінної каси знаходилася на другому поверсі. Її вікна захищали решітки, склепіння кімнати зміцнили металевими рейками, а крокву над усією середньою частиною будівлі виконали із заліза. Комора вкладів для зберігання займала два поверхи бічного корпусу з боку двору і була обладнана ярусами із залізними шафами. Кабінети чиновників забезпечили внутрішніми телефонами, для виклику кур'єра встановили електричні дзвінки. Крім того, у корпусі працювали телеграф і поштове відділення.
На території колишньої садиби побудували два триповерхові будинки, у яких облаштували квартири чиновників. На перших ярусах будівель розміщувалися кімнати підлеглих, другий і третій займали квартири старших контролерів, екзекутора, касира і керуючого. Для опалення приміщень було встановлено 11 голландських печей, у підвалах працювали пральні та столярні майстерні. На вулиці Неглинній проживала третина службовців, решта — в Будинку Луніна біля Микитського бульвару.
У 1895-1896 роках за проєктом Биковського в північній частині ділянки звели споруду Позичкової скарбниці. Торець будівлі виходив на вулицю Неглинну, його прикрашав високий портал, подібний до декорації головного корпусу. Фасад прикрасили двома пілонами, всередині яких знаходився портик в антах з композитних колон при вході в приміщення.

### Доопрацювання будівлі

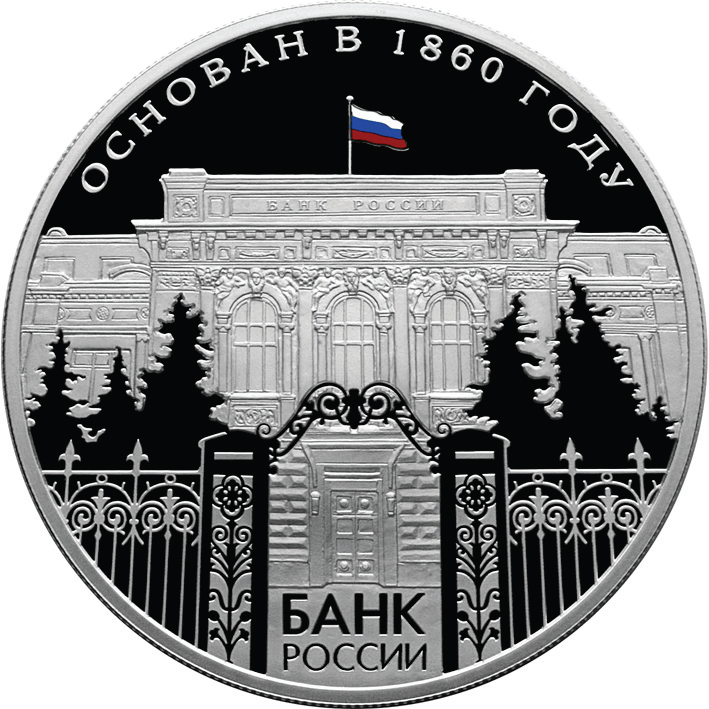
Пам'ятна монета, випущена на честь 150-річчя банку, 2010 рік

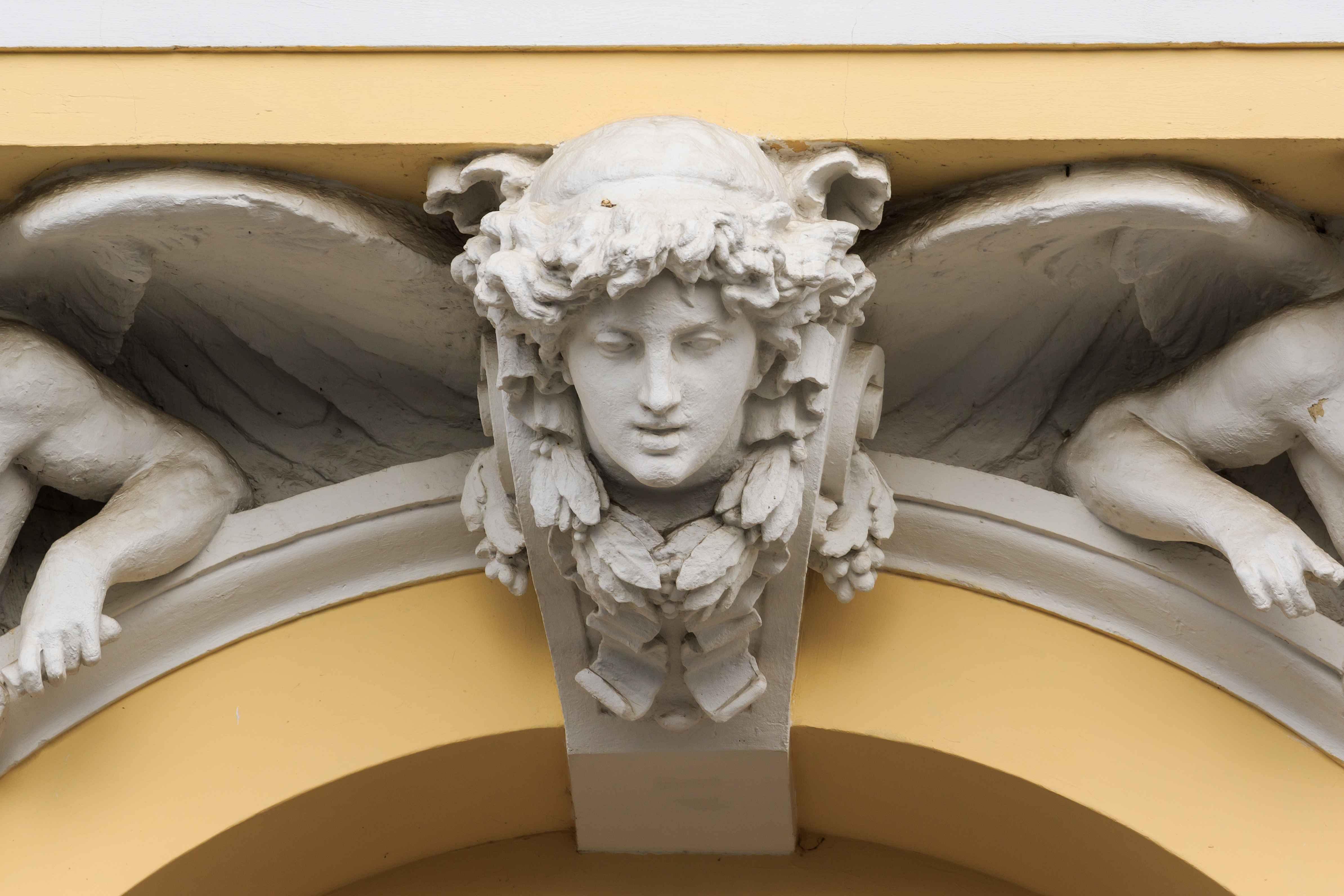
Маска Гермеса на будівлі Центрального банку Росії, 2016 рік

У зв'язку з грошовою реформою Сергія Вітте і збільшенням функцій Державного банку Російської Імперії було прийнято рішення розширити будівлю Московської контори. У 1908 році під керівництвом архітектора Іларіона Іванова-Шица головну будову доповнили двома симетричними корпусами з боків ризаліту заднього фасаду. У них розмістили квадратні зали, кожна з яких просвічувалась ліхтарем. Нові приміщення зайняв фондовий підрозділ і відділення вкладів для зберігання.
Після Жовтневої революції комплекс Московської контори передали до відомства Народного банку. У 1922 році на базі Народного банку створили Державний банк СРСР. Дана споруда не могла вмістити всі підрозділи банку, тому в 1927-1929 роках було проведено реконструкцію будівлі. Керівником проєкту виступав архітектор Іван Жолтовський, якому допомагали Георгій Гольц, С.М. Кожин і Михайло Парусніков. Відомо, що розглядався проєкт Олексія Щусєва, однак перевагу віддали задуму Жолтовського.
За проєктом Івана Жолтовського будівлю доповнили двома шестиповерховими корпусами. Для цього демонтували будинок Позичкової скарбниці, а також частину житлових забудов. Фундамент споруд знаходився поряд з колектором річки Неглинна, тому виникла необхідність зміцнити конструкцію палями, суцільними плитами й округлими колодязями. Робочий майданчик обладнали технічними ліфтами і вагонетками для швидкого переміщення матеріалів. Спочатку у проєкті Івана Жолтовського було передбачено побудувати над головним корпусом додаткові поверхи, однак пізніше від цієї ідеї відмовилися. Частину північного крила будівлі віддали під друкарню, а вільний простір заповнили операційними приміщеннями. У південній прибудові знаходилися кабінети урядовців і зала засідань. Крім того, колишні житлові будинки об'єднали, а утворений флігель зайняли кабінети службовців. У 1950-х роках цілісний комплекс добудували четвертим поверхом.
До 1970 року на східній території садиби була зведена двоповерхова господарська будівля. Це були гаражі та складські приміщення. У середині 1980-х років проходила реконструкція південної і центральної частини колишніх житлових будинків. 
У 1991-му Державний банк СРСР випустив 5 рублів із зображенням будинку на Неглинній вулиці.

### Сучасність
1997 року за розпорядженням правління банку було проведено дослідження стану конструкцій, за результатами якого у 2000-2002 роках проходила масштабна реконструкція архітектурного ансамблю. Будівельники укріпили несучи конструкції головного корпусу, замінили дерев'яні перекриття та покрівлю, відремонтували комунікації і відреставрували елементи зовнішнього декору. Через два роки після завершення робіт комплекс був визнаний об'єктом культурної спадщини з присвоєнням статусу пам'ятки регіонального значення.
У 2017 році з'явилася інформація про можливий частковий переїзд співробітників банку в район «Москва-Сіті». Пізніше стало відомо, що такий варіант не розглядався, однак планувалося оптимізувати розміщення персоналу.

## Архітектурні особливості
Фасади Московської контори Державного банку виконані в стилі ренесанс і оздоблені ліпниною. Нижній поверх декорований великим діамантовим рустом і служить стилобатом для верхнього ярусу. Центральний ризаліт з боку вулиці оформлений трьома арочними вікнами зали засідань Правління контори. Над кожним з них розміщені маски бога комерції — Гермеса, — а також фігури, що уособлюють процвітання торгівлі, промисловості та фінансів. Вони розділені колонами композитного ордера. Відомо, що скульптури створені за ескізами академіка Олександра Опєкушина. Вінчає будову карниз з аттиком, де розташовується назва установи. Майже квадратні вікна бічних крил також розділені приставними коринфськими колонами, які служать опорою для винесеного архітрава. Ліпні елементи декору виконані В.Л. Гладковим. Костянтин Биковський ретельно перевіряв якість кожної деталі і неодноразово відправляв їх на доопрацювання. У результаті будівництво споруди відставало від графіка на три місяці. Сучасники захоплено відгукувалися про творіння архітектора, однак пізніше деякі дослідники вважали, що фасад будівлі перенасичений декором.
Незважаючи на численні перебудови та реконструкції план корпусу майже не змінився, збереглися також окремі елементи оздоблення, виконані за ескізами Костянтина Биковського. Серед них: кольоровий вітраж ліхтаря, балюстрада парадних сходів, огорожі галереї, виконані у вигляді грифонів. Частину другого поверху займає виставка з портретами керівників банку. Під час реконструкції ансамблю за проєктом Івана Жолтовського на стіні південного корпусу розмістили старовинний термометр.

## Музей Центробанку
Ідея організації Музею Державного банку виникла в 1902 році. Спочатку передбачалось його створення у Санкт-Петербурзі, однак після Першої російської революції питання було відкладено. 
У 1971 році у зв'язку з 50-річчям Державного банку СРСР питання створення Музею стало знов актуальним. Тоді у будівлі на вулиці Неглинній влаштували виставку пам'ятних світлин і подарунків присвячених ювілею. Пізніше експозицію перетворили в «Музей трудової і бойової слави працівників банку», керівник якої був економіст Лев Захарович Добкін. У стінах будівлі були виставлені архівні фотографії, моделі об'єктів, зведених на кредитні кошти, лічильні пристрої та інше. У 1999 році до 140-річчя Центрального банку на базі комплексу сформували експозицію, присвячену історії банку.
2015 року під час Дня відкритих дверей відбулися перші екскурсії до музею Центрального банку для всіх охочих. Експозиції розповідають історію створення національної валюти. Серед експонатів представлені: старовинні касові апарати і друкарські верстати, викарбувана в Російській імперії найважча монета номіналом у 50 тисяч рублів, підроблені асигнації 1812 року, золоті і платинові злитки, колекція цінних паперів XVIII—XX століть, купюри часів Громадянської війни та інше.

## Додаткова література та посилання
- Левичева И. Н. Банк России: история строительства архитектурного комплекса на Неглинной // Деньги и кредит. 2000. № 5.
- Левичева И. Н. Очерк по истории строительства здания Московской конторы Государственного банка // Из истории государственной кредитной системы России. Вторая половина XVIII в. – начало XX в. М., 2004.
- Левичева И. Н. Здание Московской конторы Государственного банка // История Банка России 1860–2010. Т. 1. М. 2010. С. 567–589.
- Левичева И. Н. Банк России: история строительства архитектурного комплекса на Неглинной // Деньги и кредит. 2010. № 1. (link 1 [Архівовано 16 червня 2021 у Wayback Machine.], link 2 [Архівовано 16 червня 2021 у Wayback Machine.])
- Здание Госбанка СССР / Здание Московской Конторы Госбанка, 1880-е - 1890-е гг., 1908-1911 гг., архитектор К.М.Быковский, гражданский инженер Б.М.Нилус [Архівовано 16 травня 2018 у Wayback Machine.] // © 2021 «Узнай Москву»